# Contemporary R&B
Contemporary R&B (englisch für zeitgenössischer R&B), meist nur als R&B bezeichnet, ist eine Musikrichtung, die ihre Ursprünge im afroamerikanischen Rhythm and Blues (R&B) hat. In den 1980er Jahren nahmen die ersten Interpreten Musik auf, die als moderne Form des R&Bs bezeichnet werden kann. Maßgeblich waren zu dieser Zeit Pop-Einflüsse.
Hinzu kam seit den 1990er Jahren der mittlerweile charakteristische große Hip-Hop-Einfluss auf das Genre. Ende der 1990er und Anfang der 2000er erlebte der ursprüngliche R&B in der Form des Neo-Souls eine Renaissance. Seitdem ist zudem eine verstärkte Hinzunahme von Elementen der Elektro-Musik festzustellen. Des Weiteren ist ein ausgeprägter Einsatz von Melismatik ein Markenzeichen für Contemporary R&B.

## Ursprung
Der Begriff bezeichnet ursprünglich einen von Afroamerikanern praktizierten Musikstil, der aus einem schnell gespielten Blues mit seinem typischen Zwölf-Takt-Schema in Verbindung mit dem auf den Taktteilen 2 und 4 betonten, akzentuierten Boogie-Woogie-Rhythmus bestand. In noch schnellerem Tempo gespielt entstand daraus der Rock ’n’ Roll.

## Geschichte

### 1980er Jahre
In den 1980er Jahren, nach dem Ende der Disco-Zeit, erlebte der Begriff „R ’n’ B“ ein Comeback als im weitesten Sinne eine Verbindung von Pop, Funk und Soul. Luther Vandross, Prince und Michael Jackson gelten als Vorreiter des neuen R&B. 1986 vereinte Teddy Riley erstmals Hip-Hop-Elemente mit R&B. Dieser neue Stil wurde unter dem Namen New Jack Swing oder New Jill Swing bekannt. Wichtige Vertreter dieser Gattung sind New Edition und Keith Sweat. Neben New Jack Swing, dessen Vertreter eher Männer waren, erfuhren auch R&B/Soul-beeinflusste Sängerinnen wie Janet Jackson, Whitney Houston und Tina Turner große Erfolge auf internationalem Terrain. Während Jackson und Houston eher Pop/R&B-Musik machten, war die Musik Turners eher von Rockmusik beeinflusst.

### 1990er Jahre
Anfang der 1990er Jahre, als Hip-Hop und Rap immer mehr Einfluss auf die amerikanische Musik ausübten, kam es zu einer stärkeren Vermischung von R&B mit diesen Stilen. Sean Combs, Produzent von Mary J. Blige, nannte den neu entstandenen Stil Hip Hop Soul. Wichtige Vertreter dieser Richtung sind R. Kelly, Brandy und Aaliyah. Zur gleichen Zeit entwickelte sich unter Babyface und Brian McKnight mit Quiet Storm eine R&B-Richtung zum klassischen Rhythm and Blues hin.
Mitte der 1990er Jahre kam für den zeitgenössischen R&B die erfolgreichste Zeit. Mariah Carey und Boyz II Men schafften es mit ihrem gemeinsamen Lied, One Sweet Day, sich am längsten auf Platz eins der Billboard-Charts zu halten. Die Alben II von Boyz II Men und CrazySexyCool von TLC verkauften sich allein in den USA über zehn Millionen Mal. Ein paar Jahre später wurde mit Neo Soul ein weiteres R&B-Genre entwickelt. Neo Soul mischt Contemporary R&B mit dem Soul der 1970er-Jahre. Bekannte Künstler sind D’Angelo, Lauryn Hill, Erykah Badu und Maxwell. Ende der 1990er begann der R&B, vermehrt Einfluss auf die Popmusik zu nehmen. Zu nennen in diesem Zusammenhang sind Whitney Houston, Mariah Carey, TLC und 98 Degrees.

### Seit 2000

#### Entstehung des SammelbegriffsBlack Music
Bereits seit den späten 1990ern vermischten R&B-Künstler wie R. Kelly und TLC R&B mit Hip-Hop. Seit 2000 hatte sich der Trend noch verstärkt und R&B und Hip-Hop sind zunehmend miteinander verschmolzen. Diese Fusion lässt sich als Black Music oder Urban Music bezeichnen. Auf der einen Seite integrierten noch mehr Rapper wie 50 Cent oder P. Diddy R&B-Refrains in ihre Lieder. Auf der anderen Seite wurden die Tracks der R&B-Künstler Hip-Hop- und beatlastiger. Die Zahl der R&B-Gruppen nahm stark ab, und das Genre fokussierte sich auf zu dieser Zeit sehr erfolgreiche Solokünstler wie: R. Kelly, Mary J. Blige, Brandy, Alicia Keys, Mario, Beyoncé, Usher, Monica, Ciara, Rihanna, Ashanti und Craig David.

#### Anfang der 2000er: Kommerzieller Erfolg von Neo Soul
Obwohl der derzeitige R&B Hip-Hop-lastiger ist, findet auch das sogenannte Soulful R&B erfolgreiche Vertreter wie Anthony Hamilton, Erykah Badu, D’Angelo, India.Arie und John Legend.

#### Trends der Mitt-2000er: Crunk&B und Auto-Tune
Neben dem stark Hip-Hop-beeinflussten R&B und dem modernen Neo-Soul entstand Mitte der 2000er der sogenannte Crunk&B, die Mischung des Crunks mit dem R&B. Diverse Hitsingles wie 1, 2 Step von Ciara oder Yeah! von Usher dokumentieren diesen jedoch nur kurzlebigen Trend. Zur gleichen Zeit setzte sich auch die exzessive Benutzung von Auto-Tune im R&B durch. Es ist zurückzuführen auf den Sänger T-Pain, der die kaum mehr benutzte Technik wieder salonfähig machte. So lieh allein er seit 2005 seine – im Studio durch Auto-Tune verfremdete – Stimme über 50 Billboard-R&B/Hip-Hop-Hits. Hinzu kommen diverse Nachfolger, die den Effekt ebenfalls verwendeten.

#### 2007–2010: Zunehmender Einfluss elektronischer Tanzmusik
Erheblich veränderte sich das Genre auch durch die verstärkte Verwendung von Elementen der elektronischen Tanzmusik. Während bereits zur Jahrtausendwende die aktuellen Alben von Michael Jackson (Invincible) und Brandy (Full Moon) sich stark „elektronisiert“ präsentierten – geprägt durch Darkchilds 2-Step-artige Produktion – setzte sich der elektronische R&B seit 2007 durch, als Interpreten wie Rihanna, Chris Brown und Ne-Yo diverse Nummer-eins-Hits mit Dance-R&B-Tracks erzielen. Darauf folgten weitere kommerziell erfolgreiche Vertreter dieses Subgenres wie Jason Derulo, Taio Cruz, Bruno Mars, Jay Sean, T-Pain, Trey Songz, Jeremih, Kid Ink und The Weeknd.

## Deutscher Contemporary R&B
Deutscher bzw. deutschsprachiger Contemporary R&B trat auf kommerzieller Ebene erstmals Ende der 1990er hervor. Künstler wie Xavier Naidoo, Joy Denalane platzierten seit 1997 Singles und Alben regelmäßig in den Top 10 der deutschen Singlecharts. Daneben konnten weitere Contemporary-R&B-Interpreten Anfang der 2000er vermehrt Erfolge feiern. Dazu gehören Hip-Hop-beeinflusste Sänger wie Manuellsen, J-Luv, R&B-Sängerinnen wie Nadja Benaissa und Cassandra Steen sowie Folk-Soul-Interpretinnen wie Ayọ und Nneka, zudem verwenden Popsängerinnen wie Yvonne Catterfeld und Sarah Connor Elemente zeitgenössischen R&Bs.